# Taboo (canción de Don Omar)
«Taboo» es un sencillo bilingüe español/portugués del cantante puertorriqueño de reguetón Don Omar incluido en su álbum Meet the orphans bajo el sello musical Orfanato Music Group bajo licencia exclusiva de EMI Music y Machete Music. Fue lanzado como cuarto sencillo del álbum el 24 de enero de 2011. 
La canción es una nueva versión del tema «Llorando se fue» del grupo boliviano Los Kjarkas,  conocida por el éxito de 1989 «Lambada» de Kaoma, pero cambiando partes de la letra y fusionado con otros ritmos latinos. Un fragmento de la canción fue lanzada el 19 de octubre de 2009 previsto que se incluye en el álbum iDon ahora inédito 2.0, el relanzamiento de su álbum iDon de 2009. El álbum nunca fue puesto en libertad y en 2010 la canción fue incluida en su nuevo álbum Meet the orphans y apareció en la película de Fast Five.

## Recepción
El sencillo fue top 1 Hot Latin Songs, también fue top en Latin Rhythm Airplay fue reconocido por Billboard por lograr un billón en Youtube, fue incluida en la película Fast Five.
El sencillo logró varios premios en las categorías Canción del Año (Canción Airplay del Año), Canción Pop Latino del Año, Canción del Año en Premios Billboard de la Música Latina de 2012.

## Certificación
| País                       | Certificación | Ventas |
| -------------------------- | ------------- | ------ |
| Brasil (Pro-Música Brasil) | Oro           | 40 000 |

## Gráficos
| (2011)                                      | Posición |
| ------------------------------------------- | -------- |
| U.S. Billboard Hot Latin Songs              | 1        |
| U.S. Billboard Hot 100                      | 97       |
| U.S. Billboard Hot Latin Songs of The 2010s | 1        |

## Críticas
Brian Voerding de AOL Radio Blog criticó la canción diciendo: «Es un número de baile bajo y sucio que combina ritmos tradicionales de la isla con un trasfondo técnico-amigable y brillantes melodías de acordeón. [...] Omar, junto con Daddy Yankee y otros, son una de las caras principales y las almas del reggaeton, un término relativamente nuevo para la música que se mezcla con reggae con hip-hop contemporáneo y elementos electrónicos.»

## Video musical
El video del audio fue lanzado el 16 de noviembre del 2010, y el video musical fue filmado en República Dominicana y Brasil y fue dirigido por Marlon Peña. Según el sitio web de Don Omar, el video tiene una historia fuerte y rescata la esencia de la versión popular brasileña, que está fuertemente influenciado por movimientos de baile coreografiados. El video contiene escenas de la película Rápidos y Furiosos 5in Control (Fast Five), La modelo del video es la top model colombiana Lina Posada. El video musical fue estrenado el 12 de abril de 2011 en Vevo.

## Remix
Ya que el grupo boliviano Los Kjarkas amenazaba con demandar a Don Omar por el uso no autorizado de la melodía, según declaraciones publicadas en días posteriores fueron negadas por el mismo Landron y poco después fue anunciado que tenía permiso por parte de EMI Music.
Los productores del remix de Taboo fueron Musicólogo & Menes y contó con colaboración de Daddy Yankee, Arcángel & Lucenzo.